# Bien de Giffen
Pour les articles homonymes, voir Giffen.
Ne doit pas être confondu avec Bien de Veblen.

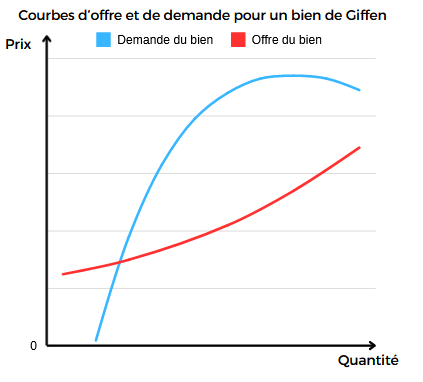
Courbes d'offre et de demande pour un bien de Giffen.

Un bien de Giffen est un concept microéconomique inspiré par l'économiste écossais Robert Giffen. Le bien Giffen désigne un bien de première nécessité (ou bien nécessaire inférieur) dont la demande augmente avec la hausse des prix dans le cas où le prix des autres biens augmente, rendant le bien de première nécessité relativement plus attractif par effet de substitution, contrebalançant l'effet de revenu, qui est une répulsion à la hausse des prix.
Ce phénomène de contrebalancement, très rare en économie, est appelé paradoxe de Giffen. C'est un paradoxe puisqu'il va à l'encontre de la loi de l'offre et demande, selon laquelle la demande diminue à mesure que le prix d'un bien croît.
Un bien de Giffen est opposé à un bien normal.

## Concept

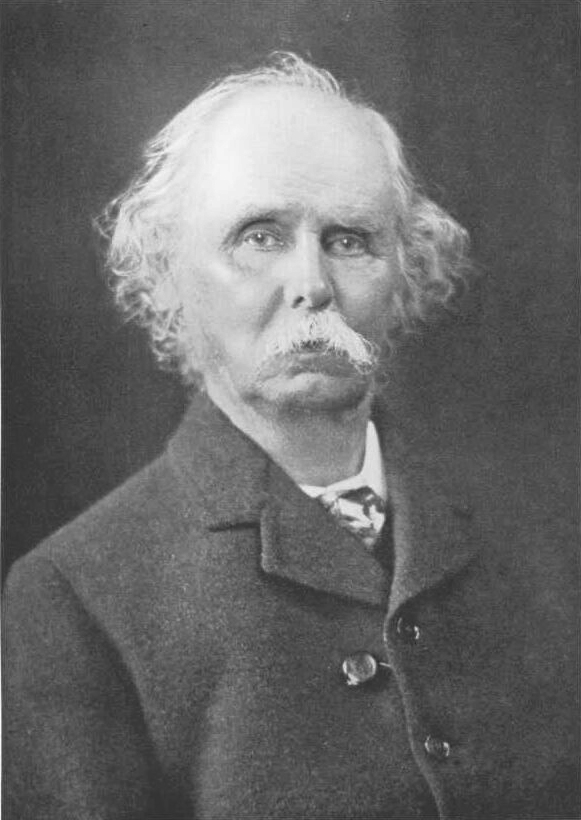
Alfred Marshall, l'économiste ayant formalisé le bien de Giffen dans Les Principes de l'économie politique (édition de 1895).

### Principe
Lorsque la demande d'un bien augmente avec l'augmentation de son prix, cela peut signifier que le bien en question est un bien de consommation essentiel. Lorsque son prix augmente, les agents économiques diminuent la part de leur revenu attribuée à d'autres biens pour consacrer une plus large part de leur budget à ce bien essentiel. Inversement, lorsque le prix de ce bien diminue, les quantités achetées de ce bien baissent de plus en plus.
Ce type de bien remet donc en question la loi de l'offre et de la demande, selon laquelle la demande pour un bien diminue lorsque son prix augmente.

### Conditions du bien de Giffen
Alfred Marshall conceptualise le bien de Giffen comme celui qui remplit les trois conditions suivantes, :
1. être un bien inférieur
2. représenter un pourcentage considérable du revenu de l'acheteur
3. ne pas avoir de substitut

Si la première condition est remplacée par « le bien doit être si inférieur que l'effet du revenu est plus fort que l'effet de la substitution », alors ces trois conditions sont suffisantes et nécessaires. 
Le cas du bien de Giffen se retrouve lorsque le revenu est très faible et que le prix le moins cher du bien est encore trop cher pour le consommateur. 

### Élaboration du concept

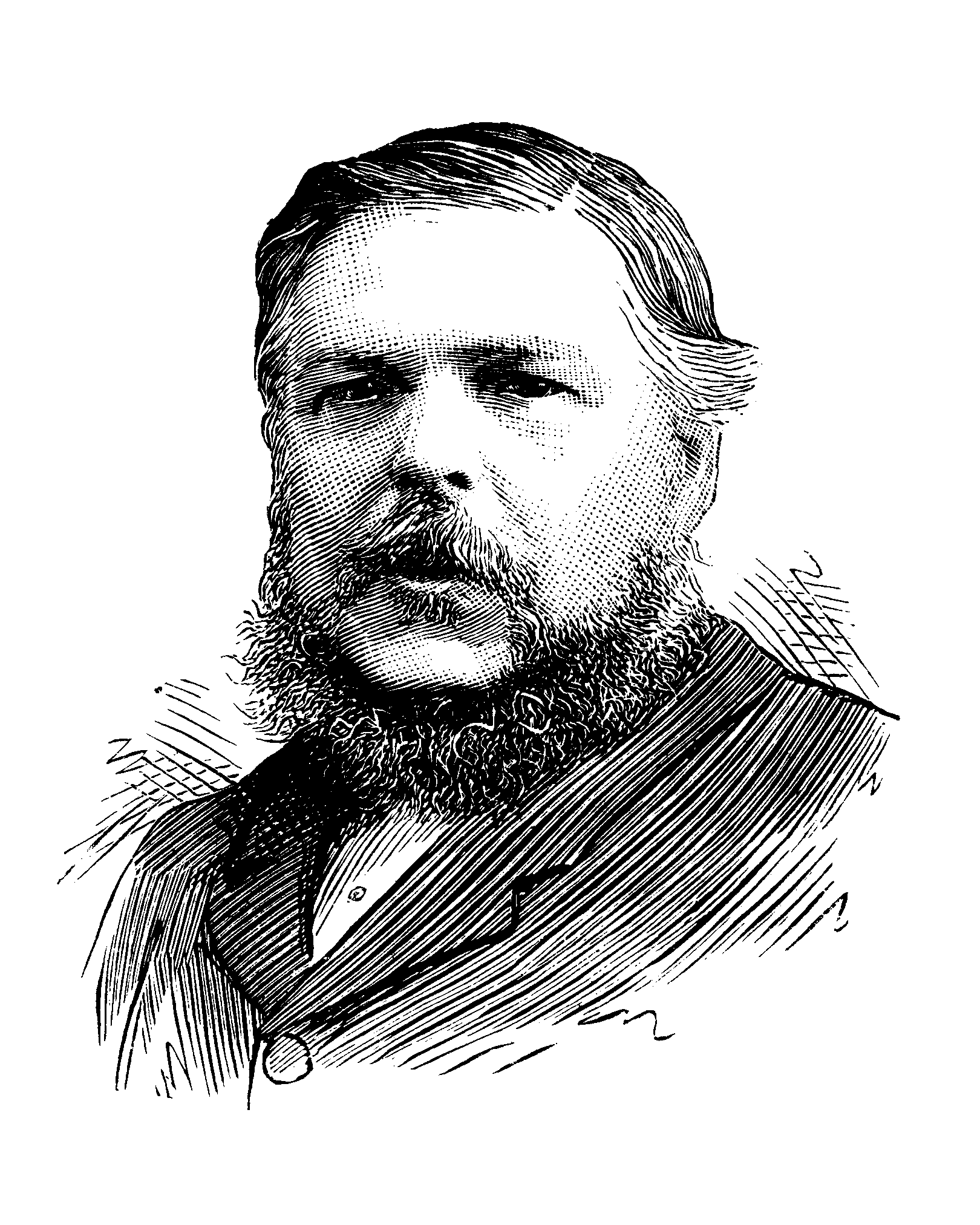
Robert Giffen.

Ces biens ont été nommés par l'économiste Alfred Marshall en hommage à l'économiste Robert Giffen, qui aurait mis en évidence ce type de bien :
« As Mr. Giffen has pointed out, a rise in the price of bread makes so large a drain on the resources of the poorer labouring families and raises the marginal utility of money to them so much that they are forced to curtail their consumption of meat and the more expensive farinaceous foods: and, bread being still the cheapest food which they can get and will take, they consume more, and not less of it. »

« [Comme l'a souligné Mr. Giffen, une augmentation du prix du pain ponctionne tant les ressources des familles ouvrières les plus pauvres et augmente tant l'utilité marginale de l'argent envers elles qu'elles sont obligées de réduire leur consommation de viande et de farineux plus coûteux ; et comme le pain reste l'aliment le moins cher qu'elles peuvent se procurer et qu'elles ne peuvent qu'accepter d'en prendre, elles en consomment davantage, et non moins.] »

— Alfred Marshall, Les Principes de l'économie politique ( éd. de 1895 )
Alfred Marshall prend typiquement l'exemple des aliments de base comme biens de Giffen puisqu'ils cochent tous les critères et composent en grande partie le revenu des citoyens pauvres.

## Étude empirique
A cause de la rareté des biens de Giffen, du nombre de conditions nécessaires à leurs mises en effet, et des instruments scientifiques impraticables, il est difficile d'étudier empiriquement un effet de Giffen.

### Grande Famine d'Irlande

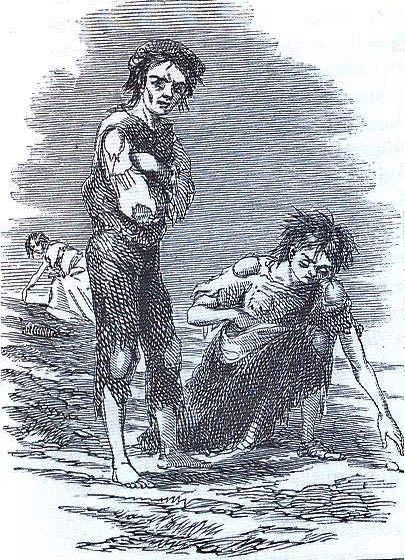
La Grande Famine, scène empirique classique d'un bien de Giffen : la patate.

La patate lors de la grande famine irlandaise de 1845 à 1849 est considérée comme un bien de Giffen classique, et est l'événement qui a fécondé le concept de bien de Giffen.
A cause de la Grande Famine, les prix de la patate, mais également de tous les biens alimentaires, se sont mis à augmenter fortement. De ce fait, les Irlandais n'ont pas pu acheter d'autres biens alimentaires que des patates, qui était l'aliment de base, ce qui a fait augmenter la demande en patate malgré la hausse des prix,,.
En 1999, l'économiste américain Sherwin Rosen conteste le lien entre bien de Giffen et la Grande Famine, puisque l'augmentation de la demande en patate pourrait s'expliquer par une courbe d'offre et de demande classique.
Charles Read considère qu'empiriquement le bien de Giffen lors de la Grande Famine n'était pas la patate, mais le lard,.

### Autres exemples
Les cryptomonnaies telles que le Bitcoin ont été théorisées comme étant des biens de Giffen, puisque par spéculation une hausse des prix fera accroître la demande en ce type de bien. Cette proposition est cependant contestée par les données empiriques.
Anthony Bopp considère en 1983 que le kérosène est un bien de Giffen, étant donné que c'était une essence de basse qualité utilisée pour réchauffer les foyers.
En 2007, Robert Jensen et Nolan Miller démontrent l'existence du bien de Giffen en affirmant que dans certaines régions de Chine, le blé et surtout le riz sont des biens de Giffen,.
Ouest-France considère que les aliments de base en France en 2022 peuvent être vus comme des biens de Giffen. En effet avec une situation de hausse des prix pour les aliments depuis l'invasion de l'Ukraine par la Russie, la demande en aliments de base augmente.